# 김상민 (정치인)
김상민(金相珉, 1973년 7월 14일 ~ )은 경기도 수원시 출신의 대한민국 정치인(제19대 새누리당 국회의원)이자 기업인이다. 현재는 (주)이롬 대표이사, 부회장을 거쳐 부산디지털자산거래소 대표이사를 맡고 있다.

## 생애
1973년 경기도 수원시에서 태어났다. 세류초등학교, 이목중학교, 수성고등학교, 아주대학교 사학과를 졸업하였다. 아주대학교 재학 중 최초의 비운동권 출신 총학생회장을 역임하였다. 2012년 새누리당 19대 국회의원으로 정치활동을 시작했다. 19대 국회에 입성한 뒤 새누리당 대선경선 박근혜 캠프 청년특보, 새누리당 대선 중앙선거대책본부 청년본부장, 18대 대통령직 인수위원회 청년특별위원장 등을 맡았다.
바른정당 전략홍보본부장, 사무총장 대행을 끝으로 사실상 정계를 은퇴하고, 2018년 10월부터 기업인으로 활동하고 있다.

## 정치활동
2012년 제19대 국회의원 선거에서 새누리당 비례대표 국회의원으로 당선되었다. 제18대 대통령 선거를 앞두고 치러진 새누리당 대통령 후보 선출 전당대회에서는 박근혜 후보의 청년특별보좌관을 역임하였다.
본선 때는 청년본부장으로 활동하며 새누리당 청년본부 청년유세지원단 '빨간운동화'를 이끌었다. 박근혜 대통령후보 대선 선거 슬로건 '내 꿈이 이루어지는 나라' 역시 김상민 의원의 작품이다.
제18대 대통령직 인수위 청년특별위원장으로 선임되어, 헌정사상 최초로 만들어진 대통령 직속 청년위원회를 설계했다.
이후 전당대회에 출마하여 새누리당 청년최고위원직 신설을 당에 요구, 당 조직에 청년최고위원직이 신설되게 한다.
국회시절 청년관련한 정책과 활동을 많이 했는데, 새누리당 소득연계형 반값등록금을 설계하고 공약1호로 만들어 5천억이었던 국가장학금을 3조9천억까지 올리는데 기여하고
한 학기 92만명의 대학생들이 장학금 혜택을 받는 성과를 만들어내 대학가에서 등록금 투쟁이 거의 사라지게 되었다.
청년고용의무제의 범위를 만 28세에서 만 34세로 확대하는 청년고용촉진특별법 시행령 개정에도 일조하였다.
2013년 10월 미세먼지와 관련 본회의에서 채택된 국민건강 보호를 위한 미세먼지 대책강화 촉구결의안을 주도해 국회 차원의 미세먼지 대책 마련의 토대를 만들었다는 평가를 받고 있다.
가습기 피해자들을 위한 구제활동에 누구보다 열정적이었다.
2013년 7월, 가습기살균제 피해구제 관련법에 대한 공청회 당시, 홍익표 민주당 원내대변인의 귀태 발언으로 새누리당이 모든 원내 일정을 취소하며 여야 극한 대립으로 국회파행이 이어진 상황, 여당이었던 새누리당은 공청회 일정을 보이콧하며 불참했는데, 새누리당 의원 중 유일하게 김상민 의원만 참석했다.

당 윤리회의 처벌까지 각오하고 가습기 피해자들과의 약속을 지키기 위해 참석했다고 한다. 당시 입법을 반대하거나 무관심한 공무원에게 책임을 추궁하여 담당 공무원들이 쩔쩔맸다는 일화는 유명하다.
"피해자가 (기획재정부)심의관님 가족이라면 어떤 심정이겠는가?" (새누리당 김상민 의원)
"저희 정부..."(기획재정부 노형욱 사회예산심의관)
"질문한 것에 대답을 해달라."
"저는 누구보다도 이 가습기 문제로 인해서 피해를 입으신..."
"사랑하는 아내, 자녀를 더 건강하게 해주려고 (가습기에) 살균제 넣었는데 사망했다. 살아도 일도 하지 못할 정도로 가정이 피폐해졌다. 어떤 마음이겠느냐?"
"상당히 애석하고 애절하리라고 생각이 된다."
같은 질문을 받은 환경부의 나정균 보건정책관 역시 "저도 마음의 상처를 많이 받을 것 같다"는 답을 내놓았고, 김 의원이 기재부 노심의관에게 "국민이 세금 왜 내나?" 라고 물었다. 잠깐의 침묵 뒤에 "국민의 생명과 안전, 국가의 발전에 공동으로 쓰기 위해서" 라는 답이 돌아왔다.
새누리당 소속이면서도 젊은 의원이라 그런지 당론에서 벗어난 의정 활동을 한 것으로 유명하다. 당시 새누리당의 원조 소장파로 불렸던 남경필 경기도지사와 원희룡 제주도지사에 이은 소장파로 꼽힐 정도였는데, 셧다운제 폐지 법안을 발의했고 게임규제법 반대를 주도하는 등의 활동을 했다. 이외에 새누리당 전현직 의원들로 구성된 모임인 경제민주화실천모임의 운영위원으로 참여하였다.
2016년 제20대 국회의원 선거에서 새누리당 후보로 경기도 수원시 갑 선거구에 출마 준비를 하였다. 해당 선거구에 모교 수성고등학교가 있었던 점도 감안되어서이다.
여론조사에서 경쟁 상대였던 민주당 이찬열 의원을 크게 앞서고 같은 당 박종희 후보에게는 리얼미터 갤럽여론조사 모둔 10%이상 앞서 있었으나
당시 공천심사관리위원회의 간사였던 제2사무부총장 박종희가 무리하게 수원갑에 셀프공천을 하게 되고, 선거를 한 달도 안 남긴 상황에 인접 선거구인 수원 을로 밀려 출마하였으나 더불어민주당 백혜련 후보에 밀려 낙선하였다.
우선, 짧은 선거준비기간 뿐 아니라 선거구에 연고가 없었다. 권선구 출신이지만, 세류동은 수원시 무에 해당되기 때문이다. 무엇보다 당시 계파갈등이 극심했던 새누리당의 공천파동이 총선에 결정적인 영향을 미쳤다. 수원 지역 5개 모두 패배했을 뿐 아니라 서울 수도권 역시 참패하게 된다.
2016년 11월 23일 새누리당에서 탈당했고, 제19대 대통령 선거를 앞둔 바른정당 대통령 후보 경선에서 남경필을 지지하였다.
2017년 10월, 정문헌 바른정당 사무총장이 전당대회 출마를 위해 사퇴하자 사무총장 권한대행을 맡았다. 바른정당 내에서는 남경필계로 분류되었으나, 남경필 지사가 탈당할 때 합류하지 않고 바른정당에 잔류했으며, 바른정당 수원갑 위원장을 맡았다.
바른정당 전략홍보본부장, 사무총장 대행을 끝으로 2018년 정당활동을 중단하고 2018년 10월부터 (주)이롬의 부회장, 2019년 11월부터는 (주)이롬의 대표이사 겸 부회장으로 활동하고 있다.

## 정치인에서 기업인으로
정치생활을 마친 후 아주대 약학대학원 석사 과정을 수석으로 졸업했으며, 2022년 7월 아주대학교 대학원 약학 박사과정을 수료했다. 인문학부 역사 전공 학부 출신으로 늦은 나이에 이과로 전환하여 약학을 공부한 것은 쉽지 않은 도전이었던 것으로 보인다.
황성주 생식과 두유로 유명한 (주)이롬의 대표이사 겸 부회장으로 활동했다. 대표이사 취임 첫 해 인적 구조정리 없이 영업이익을 3배나 향상시키며, 전문경영인으로서 성공적인 변신을 이뤄냈다. 디지털 헬스케어, 바이오, 블록체인 관련 풍부한 경험과 지식으로 다양한 자문 역할을 맡고 있다.
19대 국회 정무위원회에서 핀테크(금융기술) 등 금융 관련 정책과 법안 마련에 주력한 블록체인 정책 전문가로 인정 받은 바 있으며, 2022년 4월 부산광역시 블록체인 정책분야 고문으로 임명되었고, 2022년 12월 19일 부산광역시 디지털자산거래소 설립추진위원장으로 선임되었다. 또한, 2024년 3월 7일 부산광역시 블록체인 특구 운영위원장으로 선임되었으며, 2024년 3월 25일 부산디지털자산거래소 대표이사로 선임되었다.
부산디지털자산거래소 법인이사회는 “김상민 신임 대표이사는 현재 부산시 블록체인 정책고문, 부산 블록체인 규제자유특구 운영위원장을 맡고 있으며, 지난해까지 부산디지털자산거래소 추진위원장으로서 전반적인 청사진을 구상해 온 만큼 블록체인 산업에 대한 이해도가 높다는 평”이라면서 “19대 국회위원 시절 정무위원회에서 핀테크과 금융 현안 전반을 폭넓게 다뤄 왔으며, 이후 이롬 대표이사로서 회사 경영에도 뛰어난 성과를 거두며 정재계와 관계에 두터운 네트워크를 두루 보유하고 있다는 점 등을 높게 평가받은 것으로 안다”고 전했다.
부산시는 지난해 12월 아이티센, 바른손, 오콘, 하나은행, NHN클라우드 등 11개 기업으로 구성된 부산BDX컨소시엄을 부산디지털자산거래소 우선협상대상자로 지정한 이후 법인 설립을 지원해 온 바 있다.
2024년 2월 20일 부산외국어대학교 석좌교수로 위촉되었다.

## 결혼
2021년 4월, 11세 연하 성우 미나리(본명 이민하)와 재혼했다.
서울대학교 음대 출신으로 코카콜라, 애플, 구글플레이, 삼성, LG, SK, KT, 카카오, 현대자동차, 기아자동차, 쉐보레, 토요타, 스타벅스, 닌텐도, 틱톡, 맥도날드 등 수많은 굴지의 대기업 뿐만 아니라 글로벌 브랜드 광고에 다수 참여했다. 전국민 누구나 들어본 적 있는 익숙한 목소리로, 전국 GS 셀프주유소에 설치된 키오스크도 그녀의 목소리. 본명 이민하보다 활동명인 '미나리'로 더 알려져 있으며, 동명인 MBC 공채 성우 출신 이민하는 다른 인물이다.

## 학력
- 세류초등학교 졸업
- 이목중학교 졸업
- 수성고등학교 졸업
- 아주대학교 사학과 (18대 총학생회장) 학사
- 아주대학교 글로벌제약임상대학원 약학석사
- 아주대학교 약학대학원 약학박사 수료

## 경력
- 1999. 제18대 아주대학교 총학생회장
- 2009. 대학생자원봉사단 V원정대 설립자
- 2011. 보건복지부 희망나눔 정책네트워크 위원

```
- 대통령실 국민소통비서관실 정책자문위원
```

- 2012. 제19대 국회의원 (비례대표/새누리당)

```
- 제19대 국회 전반기 환경노동위원회 위원
- 새누리당 경제민주화실천모임 운영위원
- 국제교류연맹(IEF) 이사
- 정조대왕문화진흥원 고문
- 새누리당 대통령선거 중앙선거대책본부 청년본부 본부장
- 새누리당 대통령후보경선 박근혜캠프 청년특보
- 새누리당 대선기획단 조직위원
- 새누리당 5천만행복본부 청년희망공약단 위원
- 새누리당 중앙선거대책위원회 청년유세단장
- 새누리당 아동학대방지 및 권리보장 특별위원회 위원
```

- 2013. 제18대 대통령직 인수위원회 청년특별위원회 위원장

```
- 한국청년유권자연맹 19대 국회의원 청년유권자연맹 멘토단
- 청소년폭력에방재단 청소년지킴이 국회의원
- 새누리당 국가모델 연구모임 회원
- 새누리당 가족행복특별위원회 학교폭력대책 분과위원회 위원장
- 새누리당 창조경제 일자리창출 특별위원회 위원
```

- 2014. 제19대 국회 후반기 정무위원회 위원
- 2015. 제19대 국회 예산결산특별위원회 위원
- 2017. 바른정당 경기도당 수원갑 지역위원장

```
- 네이버뉴스 편집자문위원회 위원
- 바른정당 전략홍보본부장
- 바른정당 사무총장 권한대행
- 바른미래당 수원시 을 지역위원장
- (주)이롬 부회장
- (주)이롬 대표이사 부회장
```

- 2022.03. 제20대 대통령직인수위원회 기획위원회 상임자문위원
- 2022.04. 부산광역시 블록체인분야 정책고문
- 2022.12. 부산 디지털자산거래소 설립 추진위원회 위원장
- 2023.12. ~ 부산 블록체인 규제자유특구 운영위원회 위원
- 2024.03.04 ~ 부산외국어대학교 석좌교수
- 2024.04. ~ 부산디지털자산거래소 대표

## 역대 선거 결과
|  | 42.80% |

|  | 36.97% |